# Svazek obcí regionu Ruda
Svazek obcí regionu Ruda je dobrovolný svazek obcí dle zákona o obcích v okresu Šumperk, jeho sídlem je Ruda nad Moravou a jeho cílem je životní prostředí, regionální rozvoj. Sdružuje celkem 6 obcí a byl založen v roce 1999.

## Obce sdružené v mikroregionu
- Bohdíkov
- Bušín
- Jakubovice (okres Šumperk)
- Janoušov
- Olšany
- Ruda nad Moravou